# Bet van Beerenbrug
De Bet van Beerenbrug (brug nr. 210, voorheen ook wel bekend als de Stormsteegbrug) is een brug over de Oudezijds Achterburgwal in het Wallengebied in  Amsterdam. De brug verbindt de Korte Niezel met de (Korte) Stormsteeg.
Er ligt hier al eeuwenlang een brug. Al op de kaart van Balthasar Florisz. van Berckenrode uit 1625 is hier een brug te zien, maar vermoedelijk lag er al eerder een brug. Die kreeg allerlei varianten, zoals van hout en een brug met een ijzeren overspanning. De brug bracht niet alleen verkeer naar de overkant, ze droeg ook jarenlang aan de noordzijde een enorme buis. In 1972 werd de brug gedurende vijf maanden geheel vernieuwd en kreeg een voor deze buurt afwijkend uiterlijk met een grijze betonnen overspanning; de enorme buis verdween eveneens. Opvallend is tevens dat de oostelijke oever van de OZ Achterburgwal hier geen kades heeft.
De brug is in 2017 vernoemd naar de vroege voorvechtster van holebirechten Bet van Beeren, die iets verderop op de Zeedijk de uitspanning "Het Mandje" uitbaatte.

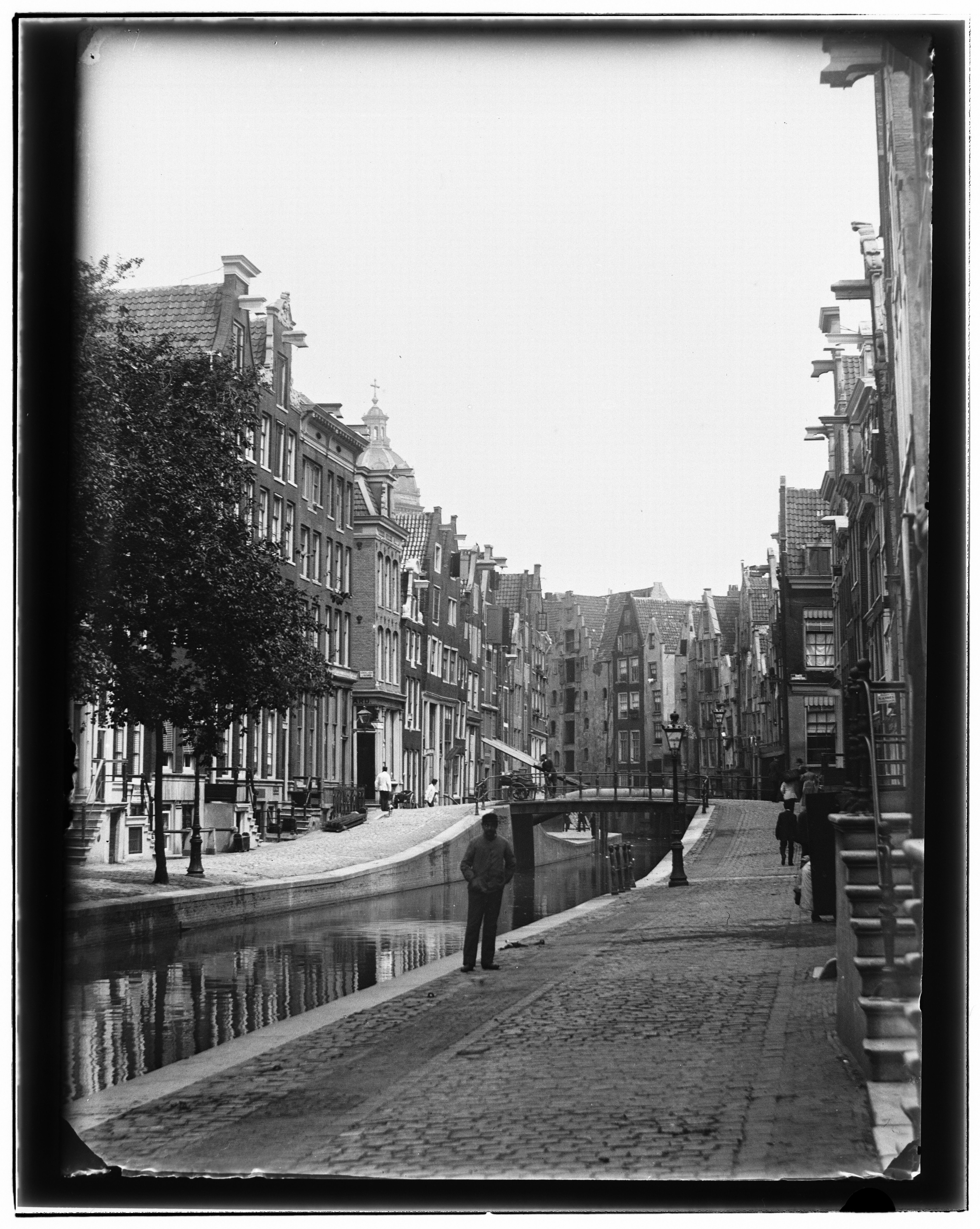
De brug in 1890 vastgelegd door Jacob Olie met daarachter de buis
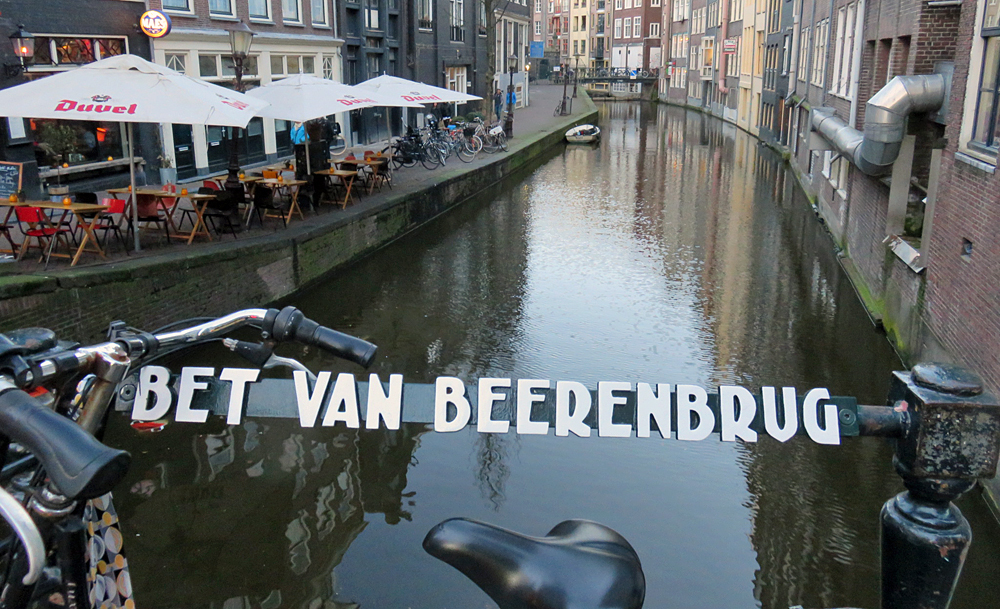
Het naamplaatje, met op de achtergrond de Vredenburgerbrug